# اكصور (أقا إيغان)
اكصور هي إحدى مشيخات المملكة المغربية، تتبع جغرافيا لإقليم طاطا وإداريًا لأقا إيغان. يقدر عدد سكانها بـ 2803 نسمة حسب الإحصاء الرسمي للسكان والسكنى لسنة 2004.